# Albert Jorquera
Albert Jorquera i Fortià (* 3. März 1979 in Bescanó) ist ein ehemaliger spanischer Fußballspieler auf der Position des Torhüters.

## Karriere
Jorquera wechselte 1994 von Vilobí FC aus in die Barça-Schule zum Jugendteam des FC Barcelona. 1998 ging er zum FC Barcelona C und ein Jahr später folgte der Aufstieg zum FC Barcelona B. Von 2000 bis 2002 wurde Jorquera für je ein Jahr an AD Ceuta bzw. CE Mataró ausgeliehen. In der Saison 2002/2003 erlangte er einen Stammplatz bei der zweiten Mannschaft des FC Barcelona. Sein Debüt in der Primera División feierte er am 17. Januar 2004 gegen Athletic Bilbao (1:1). Im März 2007 wurde Jorquera dann bis 2008 als Ersatzkeeper hinter Víctor Valdés vom A-Team des FC Barcelona verpflichtet. Im Dezember 2007 erlitt er eine schwere Knieverletzung, die ihn für ein halbes Jahr außer Gefecht setzte. Dennoch wurde sein Vertrag im März 2008 bis 2010 verlängert.
2009 wechselte Jorquera zum FC Girona. Im August 2010 gab er im Alter von 31 Jahren seinen Rücktritt bekannt, um nach einem Abschluss in Gemmologie als Juwelier im familieneigenen Geschäft zu arbeiten.
Jorquera spielte mehrmals für die katalanische Fußballauswahl.

## Erfolge
- Spanischer Meister: 2005, 2006, 2009
- Spanischer Superpokalsieger: 2005, 2006
- Champions-League-Sieger: 2006, 2009
- Copa del Rey: 2009